# 단 노리히코
단 노리히코(일본어: 團 紀彦, 1956년 2월 11일 ~ )는 일본의 건축가, 도시계획가이다.
가나가와현에서 작곡가 단 이쿠마의 차남으로 태어났다. 조부는 남작 단 이노. 누나는 나오코(名保紀, 미술사학자), 딸은 하루카(遥香, 일본의 배우).
1979년 도쿄대학 공학부 건축학과 졸업 후 대학원에서 마키 후미히코(槇文彦)에 사사. 1984년 미국 예일대학 건축학부 대학원 수료. 아이치 만국박람회 일본 유치안 작성에 참가. 유치 후 환경 중시형 원안의 기각과 평지 조성의 부활에 대해, 구래의 일본의 개발 수법을 엄격하게 비판, 해상의 숲의 보전에 길을 열었다.
나가노현 다나카야스오 전 지사의 아래에서, 가루이자와정의 환경보전을 위한 마스터 아키텍트로 취임(2003-2006). 유니버설 폼(ユニヴァーサルフォーム論, Universal Form)론 등을 통해서 건축과 풍경의 일체화나, 신마치야론(新町屋論, new townhouse theory)등 새로운 가로 재생형의 도시론을 제창한다.
현재 타이페이 국제 공항 제1 터미널이나 일월담 풍경 관리소(日月潭風景管理所)의 계획, 니혼바시 무로마치 지구(日本橋室町地区)의 마스터 아키텍트로서 가구(街区)의 재생 계획등을 다루고 있다.

## 프로필
- 1956 : 일본 나가와현 태생
- 1979 : 일본 도쿄대학 공학부 건축 학과 졸업
- 1982 : 일본 도쿄대학 대학원 석사(마키 후미히코 연구실/전공：건축 및 도시 디자인)
- 1984 : 미국 예일 대학 건축 학부 대학원 석사
- 1986 : 단 노리히코 건축설계사무소 설립

## 수상
- 1995 : 1995 JIA 신인상 수상
- 1999 : 1999년 일본 건축 학회상 실적상 수상
- 2003 : NEW TAIWAN by design "Landform Series"　국제 공모 1위 - Sun Moon Lake/일월담 풍경 관리소 및 수경계획
- 2004 : NEW TAIWAN by design "Gateway Series" 국제 공모 1위 - CKS Airport /대만 국제 공항 터미널 1 개수계획
- 2005 : 국제 올림픽 위원회/ 2005 국제 여가 시설상 은메달
- 2008 : ARCASIA AWARDS 2007-2008 골드 메달